# Islam à Sao Tomé-et-Principe
 (janvier 2015).
Si vous disposez d'ouvrages ou d'articles de référence ou si vous connaissez des sites web de qualité traitant du thème abordé ici, merci de compléter l'article en donnant les références utiles à sa vérifiabilité et en les liant à la section « Notes et références ».
Les musulmans sont une infime minorité dans l'archipel de Sao Tomé-et-Principe. Du fait de son passé de colonie portugaise, le pays est majoritairement de culture catholique.